# Кандис Бушнел
Кандис Бушнел (на английски: Candace Bushnell) е американска журналистка и писателка на бестселъри в жанра съвременен дамски роман или чиклит.

## Биография и творчество
Бушнел е на 1 декември 1958 г. родена в Гластънбъри, Кънектикът, САЩ, в семейството на Калвин и Камил Бушнел. Нейните предци могат да се проследят чак до Франсис Бушнел от Татчъм, Бъркшър, Англия, който емигрира през 1639 г. Баща ѝ е инженер и е един от изобретателите на въздушното охлаждане на водородната горивна клетка, която е използвана в космическите мисии „Аполо“ през 1960 г., а майка ѝ е туристически агент. Има две по-малки сестри. Израства в Гластънбъри с любов към книгите и желание сама да пише. Записва свои истории на касета и ги представя на своите приятелки от квартала.
След завършването на гимназията в родния си град учи в университета „Райс“ в Хюстън, Тексас, и в Нюйоркския университет, който завършва през 1979 г. На 19 г. продава първите си детски разкази на издателство Саймън и Шустър, но те не са публикувани. След дипломирането си работи като журналист на свободна практика към списание „Бийт“, женските издания „Лейдис Хоум Джърнъл“, „Селф и Мадмоазел“, редактор в „GQ“ и „Vogue“. През това време става част от хайлайфа и организатор на много светски партита. През 1990 г. води колонка наречена „The Human Cartoon“ („Човешката карикатура“) в списание „Хамптън“, която става предвестник на нейния пръв роман.
През 1993 г. започва да пише в „Ню Йорк Обзървър“ и през 1994 г. като колумнист започва да води шеговитата рубрика „Сексът и градът“. Бързо става известна, защото пише за неща, които тя добре познава – собствения си любовен живот (чрез гласа на своето алтер его, Кари Брадшоу), живота на своите приятелки, на своите познати, и на елита на Ню Йорк. Нейният поглед „през ключалката“ към спалните на най-богатите и привлекателни личности вади на показ истинските истории за секса, любовта и отношенията в съвременния хайлайф. През 1995 г. тя се запознава с Рон Галоти (издател на „Вог“), който става прототип на нейния герой – Тузара.
През 1996 г. публикациите ѝ са събрани в книгата „Сексът и градът“, която става емблематичен световен бестселър. По нея от 1998 г. започва филмирането на сериала „Сексът и градът“, от 96 епизода в шест сезона, с участието на филмовите звезди Сара Джесика Паркър, Ким Катрал, Кристин Дейвис и Синтия Никсън. Впоследствие са направени още два игрални филма през 2008 и 2010 г.
През 1997 г. Бушнел е водеща на токшоуто „Секс, живот и видеоклипове“ по телевизия VH1.
На 4 юли 2002 г. се омъжва за Чарлз Аскегард, главен балетист на „Ню Йорк Сити Балет“, десет години по-млад от нея. Развеждат се през 2012 г.
Кандис Бушнел продължава успешната си писателска кариера с романите „Четири блондинки“ – за своята нецензурирана гледна точка към ритуалите за свалки на елита в Манхатън, и „Раз-Крачка към върха“ – сатира за модел на дамско бельо, чието богатство нараства, но шеметния успех ѝ идва в повече. През 2005 г. издава другият си много популярен роман „Триумфът на червилата“. В него описва живота на една нова прослойка в обществото – „жените с мъжки кариери“. Посрещнат възторжено от критиците, той е адаптиран през 2008 – 2009 г. в едноименния сериал с участието на актрисата Брук Шийлдс.
От октомври 2006 г. до октомври 2008 г. тя е водеща на радио шоу по „Сириус сателит радио“, наречено „Секс, успех, и чувства“. През септември 2009 г., заедно с Джени Гарт, стартира уебсериала „The Broadroom“.
През 2010 и 2011 г. писателката издава два романа за юношеската дамска аудитория с участието на героинята си Кари Брадшоу – „Дневниците на Кари Брадшоу“ и „Лятото и градът“.
Чрез своите произведения Кандис Бушнел е повлияла на две поколения жени. Нейните романи неизменно са в списъците на бестселърите. Преведени са на много езици по целия свят.
Носителка е на наградата „Matrix“ от 2006 г. и на наградата „Алберт Айнщайн“ за духовни постижения.
Бушнел живее в Манхатън, Ню Йорк и в Роксбъри, Кънектикът.

## Произведения

### Самостоятелни романи
- Sex and the City (1996)
Сексът и градът, изд.: ИК „Кръгозор“, София (2008), прев. Светлана Ахчийска
Сексът и градът, изд. „Арт Етърнал Дистрибушън“ (2016), прев. Весела Динолова
- Four Blondes (2000)
Четири блондинки, изд.: ИК „Кръгозор“, София (2003), прев. Пенка Георгиева Стефанова
- Trading Up (2003)
Раз-Крачка към върха, изд.: ИК „Кръгозор“, София (2006), прев.
- Lipstick Jungle (2005)
Триумфът на червилата, изд.: ИК „Кръгозор“, София (2006), прев. Антоанета Дончева-Стаматова
- One Fifth Avenue (2008)
Булевардът на тузарите, изд.: ИК „Кръгозор“, София (2009), прев. Антоанета Дончева-Стаматова
- Killing Monica (2013)
- Is There Still Sex in the City? (2019)
Има ли все още секс в града, изд.: ИК „Кръгозор“, София (2020), прев. Диляна Георгиева

### Серия „Дневниците на Кари Брадшоу“ (Carrie Diaries)
1. The Carrie Diaries (2010)
Дневниците на Кари Брадшоу, изд.: ИК „Кръгозор“, София (2010), прев. Антоанета Дончева-Стаматова
2. Summer and the City (2011)
Лятото и градът : дневниците на Кари Брадшоу – 2, изд.: ИК „Кръгозор“, София (2011), прев. Антоанета Дончева-Стаматова

### Сборници
- Big Night Out (2002) – с Джесика Адамс, Маги Алдерсон, Джоан Колинс, Ник Ърлс, Имоджен Едуардс-Джоунс, Ник Хорнби, Мариан Кийс, Карън Молине и Патрик Нийт

### Филмография
- 1998 – 2004 Сексът и градът, Sex and the City – ТВ сериал, съпродуцент
- 2008 Сексът и градът, Sex and the City – филм
- 2008 – 2009 Триумфът на червилата, Lipstick Jungle – ТВ сериал, изпълнителен продуцент
- 2009 The Broadroom – ТВ сериал
- 2010 Сексът и градът 2, Sex and the City 2 – филм
- 2013 Дневниците на Кари, The Carrie Diaries – ТВ сериал, изпълнителен продуцент